# Fenerbahce (djur)
Fenerbahce är ett släkte centralafrikanska äggläggande tandkarpar som förekommer i sötvatten i Kongo-Brazzaville och Kongo-Kinshasa. Släktet omnämndes först som Adamas Huber, 1979 men detta namn visade sig vara en homonym till släktet Adamas Malaise 1945 (växtsteklar i familjen sågsteklar) och sålunda ogiltigt.

## Utseende
Fiskarna i släktet Fenerbahce är små, och blir som vuxna endast mellan 26 och 40 millimeter långa.

## Livscykel
Alla arter i släktet räknas som så kallade halvannuella arter, vilka lever i områden där vattendragen vissa år delvis torkar ut under torrperioden. De har därför utvecklat en egenskap som gör att äggen kan klara sig i bottensedimentet även om vattnet torkat ut, varefter äggen sedan kläcks under regnperioden. Denna äggens viloperiod kallas diapaus. Till skillnad från de släkten av äggläggande tandkarpar som hör till årstidsfiskarna – också kallade annuella arter – vilka lever i områden där allt vatten alltid torkar ut under torrperioden, så kan äggen hos de halvanuella Fenerbahce dock överleva även utan fullständig torka och diapaus.

## Etymologi
Namnet är sammansatt av de två turkiska orden fener ("fyr", "lanterna") och bahçe (trädgård).

## Arter
Den 23 november 2013 fanns två arter beskrivna.
- Fenerbahce devosi Sonnenberg, Woeltjes & van der Zee, 2011[1]
- Fenerbahce formosus (Huber, 1979)